# Lebus
Lebus (lengyelül: Lubusz) település Németországban, azon belül Brandenburgban. Lakosainak száma 3142 fő (2023. december 31.). Lebus Lindendorf, Podelzig, Reitwein, Frankfurt (Oder), Treplin, Zeschdorf és Fichtenhöhe községekkel határos.

## Népesség
A település népességének változása:
| Lakosok száma | 3192 | 3197 | 3154 | 3180 | 3133 | 3161 | 3142 |
|               | 2010 | 2012 | 2017 | 2019 | 2021 | 2022 | 2023 |